# Shin Megami Tensei: Devil Summoner
Shin Megami Tensei: Devil Summoner (真・女神転生 デビルサマナー Shin Megami Tensei Debiru Samanā?, "Den sanna gudinnans återfödelse: Djävulsframbesvärjare") är ett datorrollspel som utvecklades och släpptes av Atlus till Sega Saturn den 25 december 1995. Spelet är den första delen i Shin Megami Tensei: Devil Summoner-serien, och är en spin-off från Shin Megami Tensei, som i sin tur är en del av den större serien Megami Tensei.

## Handling
Till skillnad från Shin Megami Tensei-serien, som handlar om ett apokalyptiskt Japan, utspelar sig Devil Summoner i en modern japansk förort med science fiction-tema, år "199X". Protagonisten, vars namn bestäms av spelaren, är på en dejt med sin flickvän, och de återvänder till hennes lägenhet då det har glömt ta med sig biljetterna till en konsert, men anfalls på vägen av demoner. De räddas av demonjägaren och detektiven Kyouji Kuzunoha, som istället själv blir dödad. Protagonisten blir därefter kidnappad och mördad av en galning vid namn Sid Davis. Något går fel i livet efter detta, och protagonistens själ hamnar i Kyoujis döda kropp, som han klarar av att kontrollera. Han tar sig ut från bårhuset, och samarbetar med Kyoujis partner Rei Reiho för att ta reda på vad som försiggår och för att rädda sin flickvän som fortfarande är i fara.

## Lansering
Devil Summoner gavs ut av Atlus till Sega Saturn den 25 december 1995. En Playstation Portable-version gavs ut den 22 december 2005; den här versionen inkluderar bland annat en extra dungeon med nya bossar. Spelmekaniken och användargränssnittet har även justerats jämfört med i originalversionen.
En engelskspråkig lokalisering av Sega Saturn-versionen planerades ges ut i USA i juni 1996. Atlus var även intresserade av att lokalisera Playstation Portable-versionen, men rapporterades ha nekats av Sony då det inte fanns tillräckligt nytt material i den jämfört med originalversionen. År 2006 hade de inte längre planer på att ge ut spelet i Nordamerika, utan sade att hellre ville fokusera på nya Megami Tensei-spel.

## Mottagande
| Mottagande      | Mottagande         |
| Recensionsbetyg | Recensionsbetyg    |
| Publikation     | Betyg              |
| --------------- | ------------------ |
| Famitsu         | 30/40 (8, 7, 8, 7) |

Den japanska speltidningen Famitsus skribenter gav Playstation Portable-versionen betyget 30/40 i deras recension, med delbetygen 8, 7, 8 och 7. De uppskattade spelets omfång, stridssystemet, och systemet för att smälta samman demoner; en av skribenterna kallade spelupplägget ett mästerverk, och en annan sade att man kan förlora greppet om tiden för att demonsammansmältningssystemet är så roligt. Kurt Kalata och Christopher J. Snelgrove på Hardcore Gaming 101 sade att spelet är ganska bra, men att det kändes opolerat och långsamt. De ifrågasatte spelets demon-lojalitetssystem, som de sade är mer förargande än roligt.
Famitsus skribenter uttryckte besvikelse över att Playstation Portable-versionens grafik och skärmstorlek inte hade ändrats sedan Sega Saturn-versionen. Kalata och Snelgrove uppskattade grafiken i spelets dungeons, som de sade var detaljerade och såg mycket bättre ut än de i tidigare spel i serien, och effekten vid övergångarna till spelets strider. Å andra sidan kallade de grafiken för spelets kartor "inte särskilt imponerande", och grafiken för spelets fiender bristfällig och "knappt animerad".
Patrick Gann skrev för RPGFan att han gillade spelets musik. Han sade att soundtracket var väldigt jämnt, och att det första stycke som stack ut från mängden var "Kitayama University"; han gillade dess pianosolon, och önskade att de hade varat längre. Han tyckte att den musik som spelas under boss-strider var fantastisk, men å andra sidan att det stycke som spelas under striden mot spelets sista boss inte var "särskilt imponerande". Charles på Square Enix Music Online sade att spelets musik är bra, men att den saknar en del av kraften och djupet hos uppföljaren Soul Hackers. Han tyckte dock att Devil Summoners musik klarar av snabba musikstycken bättre än Soul Hackers; han pekade särskilt ut "Boss Battle" som en "adrenalinpumpare". Han fann vissa stycken repetitiva, bland annat organiska stycken såsom "Afro Tea House" och "The River Styx".

## TV-serie
TV-serien Shin Megami Tensei: Devil Summoner, som baserades på spelet, producerades och sändes i Japan. Ursprungligen planerades en säsong på tretton avsnitt, som sändes 1997, men på grund av seriens popularitet producerades även en andra säsong, som sändes 1998. Den första säsongen följer handlingen i spelet, medan den andra säsongen har en nyskriven berättelse. När serien gavs ut på VHS användes undertiteln "Bright Demon Advent".